# Wilhelm Kohn

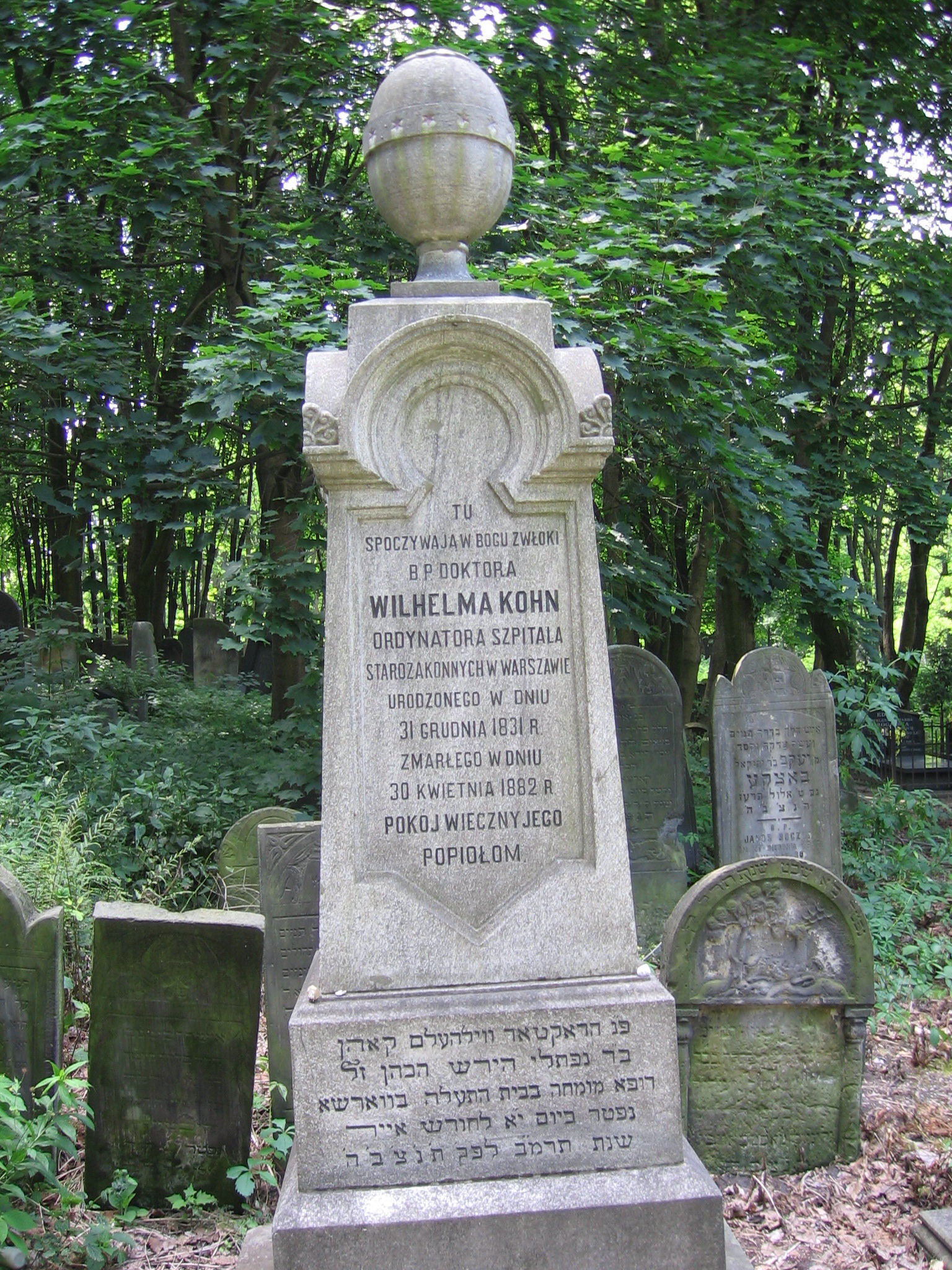
Grób Wilhelma Kohna na cmentarzu żydowskim przy ulicy Okopowej w Warszawie

Wilhelm Kohn (ur. 31 grudnia 1831 w Częstochowie, zm. 30 kwietnia 1882 w Warszawie) – polski lekarz żydowskiego pochodzenia.

## Życiorys
Urodził się w Częstochowie w rodzinie żydowskiej, jako syn Naftalego Hirsza. Nauki gimnazjalne pobierał w Warszawie i Piotrkowie Trybunalskim. Medycynę studiował w Petersburgu (1849–1851) i Moskwie (1851–1855). Krótki czas praktykował w Kutnie i Płocku (1859–1867). Następnie w Warszawie, gdzie był ordynatorem Szpitala Starozakonnych.
Pochowany jest w alei głównej cmentarza żydowskiego przy ulicy Okopowej w Warszawie (kwatera 12). Ze związku z Julią Baumritter miał syna Henryka (1868-1949). Jego wnukami byli pisarz i podróżnik Lucjan Wolanowski (1920-2006) oraz tłumaczka Elżbieta Wassongowa (1908-2007).

## Publikacje
Publikacje w Tygodniku Lekarskim: 
- 1854: Ostry reumatyzm przerwany przez gorączkę połogową (nr 30)
- 1855: Lekarskie praktyczne notatki (na 50, 51)
- 1855/1856: O cholerze
- 1857: Zarośnięcie pochwy, zapłodnienie, poród. – Wypadnięcie rączki. Brachiotomia (nr 12)

Publikacje w periodyku Klinika: 
- 1870: Zrośnięcie prawie zupełne nagłośni z krtanią, zwężenie krtani; zaduszanie, operacya, wyleczenie (t. VI, str. 54-57)
- 1870: Sprawozdanie z zakładu laryngoskopijnego D-ra Kohna (t. VI, str. 152-155)

Publikacje w Gazecie Lekarskiej: 
- 1871: Postrzeżenia w praktyce lekarskiej (t. X, str. 721-727)